# 2021년 1월
| 2021년: 1월 · 2월 · 3월 · 4월 · 5월 · 6월 · 7월 · 8월 · 9월 · 10월 · 11월 · 12월 |

| \| 2021년 1월 1일 (금요일) \| \| 편집 \| |  |      |
| 문화와 예술 - 대한민국 제야의 종 타종 행사가 감염증 유행과 관련하여 취소되었다. 양력설인 1월 1일에 진행되는 타종 행사가 열리지 않는 것은 1953년 이후 67년만에 처음이다. 법과 범죄 - 몬태나주가 미국에서 14번째로 오락용 대마초를 합법화한 주가 되었다. 2020년 11월 통과된 관련 법안(2020 Montana Initiative 190)의 발효에 따른 것이다. 지난 2020년 11월 몬태나주 외에도 뉴저지주, 애리조나주, 사우스다코타주 등 4개 주에서 오락용 대마초 합법화 법안이 통과되었으며, 미시시피주는 의료용에 한해 사용을 승인한 바 있다. 보건 - 코로나19 범유행 - 대한민국의 0시 기준 확진자 수가 61,769명으로 집계되었다. 전날 0시 대비 1,029명(국내 1,004, 해외유입 25)이 늘었다. 사회 - 대한민국의 행정 구역 - 강원도 양구군 남면이 국토정중앙면으로 이름을 바꾸었다. - 경상북도 구미시 산동면이 산동읍으로 승격되었다. - 경상북도 군위군 고로면이 삼국유사면으로 이름을 바꾸었다. 정치와 선거 - 미국의 2021년도 국방수권법(NDAA) - 법안이 상원에서 찬성 81표, 반대 13표의 결과로 통과되었다. 집권 공화당이 우위에 있는 상원에서도 법안이 통과됨에 따라, 도널드 트럼프 대통령의 거부권(Veto, 비토권) 행사가 무효화 되었다. 앞서 지난 2020년 12월 28일, 하원은 해당 법안을 찬성 322표, 반대 87표로 재의결·통과시킨 바 있다. - 도널드 트럼프 대통령은 지금까지의 임기 동안 아홉 차례 거부권을 행사했으며, 거부권이 무효화되기는 이번이 처음이다. |  |      |
| 2021년 1월 1일 (금요일) |  | 편집 |

| 2021년 1월 1일 (금요일) |  | 편집 |

| \| 2021년 1월 2일 (토요일) \| \| 편집 \|                                                                                               |  |      |
| 보건 - 코로나19 범유행 - 대한민국의 0시 기준 확진자 수가 62,593명으로 집계되었다. 전날 0시 대비 824명(국내 788, 해외유입 36)이 늘었다. |  |      |
| 2021년 1월 2일 (토요일) |  | 편집 |

| 2021년 1월 2일 (토요일) |  | 편집 |

| \| 2021년 1월 3일 (일요일) \| \| 편집 \| |  |      |
| 보건 - 코로나19 범유행 - 대한민국의 코로나19 범유행 - 대한민국의 0시 기준 확진자 수가 63,244명으로 집계되었다. 전날 0시 대비 657명(국내 641, 해외유입 16)이 늘었다. 누계 일부가 정정(-6) 되었다. - 방역 당국이 현재 사회적 거리두기 단계(수도권: 2.5단계, 비수도권 2단계)를 유지하여, 1월 4일 부터 17일까지 2주간 연장 실시한다고 밝혔다. 그리고 5인 이상의 사적 집합 금지는 전국으로 확대되며, 지자체별로 거리두기 단계의 상향 조치는 가능하나, 하향은 불가하다고 덧붙였다. |  |      |
| 2021년 1월 3일 (일요일) |  | 편집 |

| 2021년 1월 3일 (일요일) |  | 편집 |

| \| 2021년 1월 4일 (월요일) \| \| 편집 \| |  |      |
| 국제 관계 - 이란 이슬람 혁명 수비대가 대한민국 선적의 화학 운반선 1척(Hankuk Chemi)을 나포한 것으로 알려졌다. 법과 범죄 - 영국 런던 웨스트민스터 형사법원(Westminster Magistrates' Court)이 위키 리크스 설립자 줄리안 어산지에 대한 추방 요청을 거부하였다. 미국 당국이 어산지를 법정에 세우기 위해 추방을 요청했으나, 형사법원은 어산지가 미국에서 감옥살이를 할 경우, 자살 위험이 있다며 거부하였다. 어산지는 미국으로 송환시 기밀정보 누출 등과 관련하여 최대 징역 175년까지 선고 받을 수 있다. 보건 - 코로나19 범유행 - 대한민국의 0시 기준 확진자 수가 64,264명으로 집계되었다. 전날 0시 대비 1,020명(국내 985, 해외유입 35)이 늘었다. - 영국 보리스 존슨가 대국민 연설을 통하여 2월 중순까지 전국적인 봉쇄(Lockdown) 조치를 발표하였다. 이는 2020년 3월과 11월에 이은 세 번째 봉쇄 조치이다. 최근 연일 최다 확진자 수를 경신하며 확산세를 보여온 영국은, 하루새 58,784명이 추가 확진되고, 407명이 숨졌다. |  |      |
| 2021년 1월 4일 (월요일) |  | 편집 |

| 2021년 1월 4일 (월요일) |  | 편집 |

| \| 2021년 1월 5일 (화요일) \| \| 편집 \| |  |      |
| 보건 - 코로나19 범유행 - 대한민국의 0시 기준 확진자 수가 64,979명으로 집계되었다. 전날 0시 대비 715명(국내 672, 해외유입 43)이 늘었다. 사망자 수는 1,000명을 넘어섰다. 누적 사망자 수는 하루 사이 26명이 늘어난 1,007명으로 집계되었다. 정치와 선거 - 조선민주주의인민공화국 조선로동당의 제8차 당대회가 개막되었다. |  |      |
| 2021년 1월 5일 (화요일) |  | 편집 |

| 2021년 1월 5일 (화요일) |  | 편집 |

| \| 2021년 1월 6일 (수요일) \| \| 편집 \| |  |      |
| 무력 충돌과 공격 - 2021년 미국 국회의사당 시위: 시위대가 국회의사당에 난입하며, 지난해 실시된 대통령 선거 투표 결과를 확정하기 위한 상·하원 합동 회의가 중단되었다. 경제와 비즈니스 - 대한민국 코스피 지수가 장중 한때 3,000선을 넘었다. 이후 매물이 쏟아져 3,000선 밑으로 내려갔으며, 2,968.21의 지수로 마감하였다. 법과 범죄 - 홍콩 국가보안법: 홍콩 당국이 민주당과 사회민주련선 전 의원 및 민주화 운동가 등 50여 명을 체포하였다. 보건 - 코로나19 범유행 - 대한민국의 0시 기준 확진자 수가 65,818명으로 집계되었다. 전날 0시 대비 840명(국내 809, 해외유입 31)이 늘었다. 누계가 일부 정정(-1) 되었다. 재해 - 대한민국 제주도에 사상 첫 한파 경보가 발령되었다. 1964년 한파 경보 도입 이후 57년만에 처음이다. 서해안과 도서 지역에는 대설 주의보가, 내륙 지역 전반에 걸쳐 한파 경보·주의보가 내렸다. |  |      |
| 2021년 1월 6일 (수요일) |  | 편집 |

| 2021년 1월 6일 (수요일) |  | 편집 |

| \| 2021년 1월 7일 (목요일) \| \| 편집 \| |  |      |
| 보건 - 코로나19 범유행 - 대한민국의 0시 기준 확진자 수가 66,686명으로 집계되었다. 전날 0시 대비 870명(국내 833, 해외유입 37)이 늘었다. 누계가 일부 정정(-2) 되었다. 스포츠 - 미국의 야구인 토미 라소다가 숨졌다. 라소다는 1976년부터 1996년까지 20년간 로스앤젤레스 다저스(LA 다저스)의 감독을 지냈으며, 1981년 월드 시리즈, 1988년 월드 시리즈에서 우승컵을 들어올렸다. 1997년 헌액 자격이 주어진 첫 해에 미국 야구 명예의 전당에 헌액되었으며, 같은 해 8월 15일 LA 다저스는 등번호 2번을 영구 결번으로 지정하였다. |  |      |
| 2021년 1월 7일 (목요일) |  | 편집 |

| 2021년 1월 7일 (목요일) |  | 편집 |

| \| 2021년 1월 8일 (금요일) \| \| 편집 \| |  |      |
| 과학과 기술 - 2021년 미국 국회의사당 습격: 트위터가 추가적인 폭력 선동과 관련하여 도널드 트럼프 대통령의 계정을 영구 정지하였다고 밝혔다. 보건 - 코로나19 범유행 - 대한민국의 0시 기준 확진자 수가 67,358명으로 집계되었다. 전날 0시 대비 674명(국내 633, 해외유입 41)이 늘었다. 누계가 일부 정정(-2) 되었다. - 싱가포르가 백신 접종을 시작하였다. 백신에 대한 우려와 관련하여 리셴룽 총리가 공개적으로 접종하였다. - 인도네시아의 누적 확진자 수가 80만 명을 넘어섰다. 처음으로 하루 확진자 수 증가도 1만 명을 넘어섰다. 10,617명이 추가 확진되며, 누적 확진자 수는 808,340명으로 집계되었다. 233명이 숨지며 누적 사망자 수는 23,753명으로 집계되었다. 정치와 선거 - 미국 도널드 트럼프 대통령이 조 바이든 당선자의 취임식에 참석하지 않는다고 밝혔다. 불참시 1869년 앤드루 존슨 대통령 이후 152년 만이다. 지금까지 미국에서 후임자 취임식에 참석하지 않은 미국의 대통령은 존 애덤스(1801년), 존 퀸시 애덤스(1829년), 앤드루 존슨(1869년) 등 3명이다. |  |      |
| 2021년 1월 8일 (금요일) |  | 편집 |

| 2021년 1월 8일 (금요일) |  | 편집 |

| \| 2021년 1월 9일 (토요일) \| \| 편집 \| |  |      |
| 보건 - 코로나19 범유행 - 대한민국의 0시 기준 확진자 수가 67,999명으로 집계되었다. 전날 0시 대비 641명(국내 596, 해외유입 45)이 늘었다. - 영국의 코로나19 범유행 - 영국의 확진자 수가 300만 명, 사망자 수가 8만 명을 넘어섰다. 누적 확진자 수는 하루 사이 59,937명이 늘어난 3,017,409명으로 집계되었으며, 누적 사망자 수는 1,035명이 숨지며 80,868명으로 집계되었다. - 영국의 여왕 엘리자베스2세와 부군 에든버러 공작 필립이 백신을 접종하였다. 사고 - 수리위자바 항공 182편 추락 사고: 인도네시아 자카르타의 수카르노 하타 국제공항을 출발, 폰티아낙 수파디오 국제공항으로 향하던 수리위자바 항공 182편이 추락한 것으로 알려졌다. - 서울 남산의 N서울타워 엘리베이터 고장으로 이용객 등 15명이 1시간 동안 갇히는 사고가 발생했다. |  |      |
| 2021년 1월 9일 (토요일) |  | 편집 |

| 2021년 1월 9일 (토요일) |  | 편집 |

| \| 2021년 1월 10일 (일요일) \| \| 편집 \| |  |      |
| 보건 - 코로나19 범유행 - 전 세계 확진자 수가 9,000만 명을 넘어섰다. 26일 4시 24분(GMT) 기준, 전 세계 누적 확진자는 9,008만 4,527명으로 집계되었다. 12월 26일 8,000만 명을 넘어선지 보름만이다. 지난 2019년 12월 31일, 중화인민공화국 당국이 후베이성 우한에서의 원인 미상 폐렴 환자 발생을 세계보건기구(WHO)에 보고한 지 1년 10일 만이다. - 대한민국의 0시 기준 확진자 수가 68,664명으로 집계되었다. 전날 0시 대비 665명(국내 631, 해외유입 34)이 늘었다. - 뉴질랜드가 남아프리카공화국발 SARS-CoV-2 변종 바이러스의 첫 사례를 보고하였다. - 독일의 누적 사망자 수가 4만 명을 넘어선 40,343명으로 집계되었다. - 러시아가 영국발 SARS-CoV-2 변종 바이러스를 첫 사례를 보고하였다. - 벨기에의 누적 사망자 수가 2만 명을 넘어선 20,038명으로 집계되었다. 정치와 선거 - 조선로동당 제8차 대회: 조선로동당 당대회 6일차, 조선민주주의인민공화국의 최고지도자인 김정은 국무위원장이 '조선로동당 총비서'에 추대되었다. - 키르기스스탄에서 대통령 선거가 실시, 애국당(Mekenchil) 사디르 자파로프가 당선되었다. 키르기스스탄은 지난 해 총선이 치러진 이후, 부정선거과 관련한 정정불안 끝에 2020년 10월 15일 소론바이 젠베코프 대통령이 사퇴한 바 있다. |  |      |
| 2021년 1월 10일 (일요일) |  | 편집 |

| 2021년 1월 10일 (일요일) |  | 편집 |

| \| 2021년 1월 11일 (월요일) \| \| 편집 \| |  |      |
| 보건 - 코로나19 범유행 - 대한민국의 0시 기준 확진자 수가 69,114명으로 집계되었다. 전날 0시 대비 451명(국내 419, 해외유입 32)이 늘었다. 누계가 일부 정정(-1) 되었다. |  |      |
| 2021년 1월 11일 (월요일) |  | 편집 |

| 2021년 1월 11일 (월요일) |  | 편집 |

| \| 2021년 1월 12일 (화요일) \| \| 편집 \| |  |      |
| 보건 - 코로나19 범유행 - 대한민국의 0시 기준 확진자 수가 69,651명으로 집계되었다. 전날 0시 대비 537명(국내 508, 해외유입 29)이 늘었다. 정치와 선거 - 조선로동당 제8차 대회: 조선로동당 당대회가 8일차 일정을 마치고 폐막하였다. 이번 대회는 1970년 치러진 제5차 대회(12일)에 이어 역대 두 번째로 긴 8일간 진행되었다. 대회 6일차인 1월 10일에는 김정은 국무위원장이 총비서로 추대되었으며, 김 위원장은 대회 결론 연설을 통하여 국가방위력과 핵전쟁억제력 강화를 강조하였다. - 미국 하원에서 부통령의 미국 수정 헌법 제25조 발동 및 도널드 트럼프 대통령의 직무 박탈 촉구 결의안이 찬성 223표, 반대 205표로 통과되었다. 그러나 마이크 펜스 부통령이 이에 대하여 거부 의사를 밝혔다. |  |      |
| 2021년 1월 12일 (화요일) |  | 편집 |

| 2021년 1월 12일 (화요일) |  | 편집 |

| \| 2021년 1월 13일 (수요일) \| \| 편집 \| |  |      |
| 보건 - 코로나19 범유행 - 대한민국의 확진자 수가 7만 명을 넘어섰다. 0시 기준 누적 확진자 수는 70.212명으로 집계되었으며, 전날 0시 대비 562명(국내 536, 해외유입 26)이 늘었다. 누계가 일부 정정(-1) 되었다. 정치와 선거 - 2021년 도널드 트럼프 대통령 탄핵 소추 - 미국의 하원이 재적 433명 중 찬성 232, 반대 197, 기권 4의 결과로 도널드 트럼프 대통령을 탄핵하였다. 민주당 222명 전원이 찬성하였으며, 공화당 211명 중 10명의 의원이 찬성표를 던졌다. - 2021년 미국 국회의사당 습격과 관련하여 내란 선동 혐의로 탄핵하였으며, 2019년 탄핵에 이은 두 번째 탄핵이다. 당시에는 2019년 12월 하원 투표에서는 탄핵이 통과되었으나, 2020년 2월 치러진 상원 투표에서 부결된 바 있다. |  |      |
| 2021년 1월 13일 (수요일) |  | 편집 |

| 2021년 1월 13일 (수요일) |  | 편집 |

| \| 2021년 1월 14일 (목요일) \| \| 편집 \| |  |      |
| 군사 - 조선민주주의인민공화국이 8차 당대회 기념하여 야간 열병식을 진행하였다. 법과 범죄 - 박근혜-최순실 게이트 - 대법원 3부(주심: 노태악 대법관)가 피고 박근혜에 대하여 징역 20년·벌금 180억원 및 추징금 35억원을 확정 판결하였다. - 뇌물 혐의에 대해 징역 15년과 벌금 180억원, 기타 국고 손실 등의 혐의에 대해 징역 5년을 선고한 파기환송심 판결을 유지하였다. - 새누리당 공천개입에 대한 징역 2년을 포함 22년의 형기가 확정되었다. 2017년 3월 31일 구속 수감된 바 있으며, 가석방·사면 등이 없는 경우 오는 2039년에 만기 출소한다. 보건 - 코로나19 범유행 - 전 세계 사망자 수가 200만명을 넘어섰다. 11시 40분(GMT) 기준 누적 사망자수가 200만 453명으로 집계되었다. 앞서 2020년 12월 3일에는 전 세계 누적 사망자 수가 150만 명을 넘었으며, 2021년 1월 10일에는 누적 확진자 수가 9,000만 명을 넘어섰다. - 대한민국의 확진자 수가 7만 명을 넘어섰다. 0시 기준 누적 확진자 수는 70,728명으로 집계되었으며, 전날 0시 대비 524명(국내 496, 해외유입 28)이 늘었다. 누계가 일부 정정(-8) 되었다. |  |      |
| 2021년 1월 14일 (목요일) |  | 편집 |

| 2021년 1월 14일 (목요일) |  | 편집 |

| \| 2021년 1월 15일 (금요일) \| \| 편집 \| |  |      |
| 경제와 비즈니스 - 한국은행이 금융통화위원회(금통위)를 열고, 0.5% 수준인 현행 기준금리의 유지를 결정하였다. 현행 금리는 2020년 5월 28일 0.25%p 인하된 수준이다. 금통위의 이번 결정은 2020년 11월 26일에 이은 다섯 번째 유지 결정이다. 과학과 기술 - 위키백과가 시작된 지 20주년이 되었다. 위키백과는 인터넷 백과사전으로, 2001년 1월 15일 지미 웨일스와 래리 생어가 시작하였다. 보건 - 코로나19 범유행 - 대한민국의 0시 기준 누적 확진자 수가 71,241명으로 집계되었다. 전날 0시 대비 533명(국내 484, 해외유입 29)이 늘었다. 누계가 일부 정정(국내 +2, 해외유입 -2) 되었다. - 독일의 누적 확진자 수가 200만 명을 넘어섰다. 신규 확진자가 22,368명 발생하며 누적 확진자 수는 2,000,958명으로 집계되었으며, 1,113명이 추가로 숨지며 누적 사망자 수는 44,994명으로 집계되었다. - 중화인민공화국이 114명의 신규 확진자를 보고하였다. 확진자 대부분은 동북부인 허베이성과 헤이룽장성에서 발생하였다. 10개월 만의 가장 많은 신규 확진자 발생으로, 누적 확진자 수는 87,988명으로 집계되었다. - 인도네시아가 하루 사이 12,818명의 신규 확진자가 늘며, 누적 확진자 수가 882,418명으로 집계되었다. 재해 - 인도네시아 술라웨시섬 서부 해안에서 모멘트 규모 6.2의 강진이 발생, 최소 42명이 숨지고, 600명 이상이 부상을 입었다. 정치와 선거 - 네덜란드 아동 수당 스캔들: 마르크 뤼터 총리가 자신과 내각(3차 내각)의 사임 의사를 밝혔다. 뤼터 총리는 세무당국의 아동 수당을 부당 청구와 관련한 스캔들에 대한 책임을 지겠다고 밝혔다. 오는 3월 17일 차기 총선을 실시할 때까지 장관들은 직을 유지할 것으로 전망되었다. 뤼터 총리는 2010년 10월 부터 집권 중이며, 3차 내각(Third Rutte cabinet)은 2017년 네덜란드 총선이 3월 실시된 이후 2017년 10월에 구성되었다. |  |      |
| 2021년 1월 15일 (금요일) |  | 편집 |

| 2021년 1월 15일 (금요일) |  | 편집 |

| \| 2021년 1월 16일 (토요일) \| \| 편집 \| |  |      |
| 경제와 비즈니스 - 그루프 PSA(PSA)와 피아트 크라이슬러 오토모빌스(FCA)가 50 : 50 비율로 합병, 다국적 자동차 회사인 스텔란티스가 설립되었다. 본사는 네덜란드 암스테르담에 소재한다. 보건 - 코로나19 범유행 - 대한민국의 0시 기준 누적 확진자 수가 71,820명으로 집계되었다. 전날 0시 대비 580명(국내 547, 해외유입 33)이 늘었다. 누계가 일부 정정(-1) 되었다. |  |      |
| 2021년 1월 16일 (토요일) |  | 편집 |

| 2021년 1월 16일 (토요일) |  | 편집 |

| \| 2021년 1월 17일 (일요일) \| \| 편집 \|                                                                                                   |  |      |
| 보건 - 코로나19 범유행 - 대한민국의 0시 기준 누적 확진자 수가 72,340명으로 집계되었다. 전날 0시 대비 520명(국내 500, 해외유입 20)이 늘었다. |  |      |
| 2021년 1월 17일 (일요일) |  | 편집 |

| 2021년 1월 17일 (일요일) |  | 편집 |

| \| 2021년 1월 18일 (월요일) \| \| 편집 \| |  |      |
| 법과 범죄 - 박근혜-최순실 게이트 - 서울고등법원 형사1부가 이재용 삼성전자 부회장에 대한 파기환송심에서 징역 2년 6개월의 실형을 선고하고, 법정 구속하였다. 보건 - 코로나19 범유행 - 대한민국의 0시 기준 누적 확진자 수가 72,729명으로 집계되었다. 전날 0시 대비 389명(국내 366, 해외유입 23)이 늘었다. 300명대 확진자 증가는 지난 2020년 11월 25일(382명 증가)이후 54일 만이다. |  |      |
| 2021년 1월 18일 (월요일) |  | 편집 |

| 2021년 1월 18일 (월요일) |  | 편집 |

| \| 2021년 1월 19일 (화요일) \| \| 편집 \| |  |      |
| 보건 - 코로나19 범유행 - 대한민국의 0시 기준 누적 확진자 수가 73,115명으로 집계되었다. 전날 0시 대비 386명(국내 351, 해외유입 35)이 늘었다. 재해 - 2021년 중국 산둥성 해역 지진 - 중화인민공화국 산둥성 칭다오시에서 동쪽으로 약 300여 km 이격한 해역에서 규모 4.6의 지진이 발생되었다. |  |      |
| 2021년 1월 19일 (화요일) |  | 편집 |

| 2021년 1월 19일 (화요일) |  | 편집 |

| \| 2021년 1월 20일 (수요일) \| \| 편집 \| |  |      |
| 보건 - 코로나19 범유행 - 대한민국의 코로나19 범유행 - 대한민국의 0시 기준 누적 확진자 수가 73,518명으로 집계되었다. 전날 0시 대비 404명(국내 373, 해외유입 31)이 늘었다. 또한 누계가 일부 정정(-1) 되었다. - 2020년 1월 20일 대한민국에서 코로나19 첫 확진자가 나온지 1주년이 되었다. - 미국의 조 바이든 대통령이 연방 시설에서 마스크 착용을 의무화하는 행정명령에 서명하였다. 대통령 취임 이후 첫 행정명령이다. 정치와 선거 - 조 바이든 대통령 취임식 - 조 바이든 당선자가 취임식을 갖고, 제46대 미국 대통령에 공식 취임하였다. 바이든 대통령의 취임 선서 및 연설에 앞서 2020년 대선 파트너인 카멀라 해리스 당선자가 부통령 취임 선서를 하였다. - 전임 대통령인 도널드 트럼프 대통령이 취임식에 불참하였다. 앤드루스 공군기지에서 환송 행사 뒤, 전용기편으로 플로리다주로 떠났다. 마이크 펜스 부통령은 취임식에 참석하는 관계로, 환송 행사에 불참하였다. - 지미 카터 전 대통령이 건강 상의 문제로 불참하였다. 카터 전 대통령은 1977년 자신의 대통령 취임식 이래로 모든 대통령의 취임식에 참석해왔다. |  |      |
| 2021년 1월 20일 (수요일) |  | 편집 |

| 2021년 1월 20일 (수요일) |  | 편집 |

| \| 2021년 1월 21일 (목요일) \| \| 편집 \| |  |      |
| 무력 충돌 및 공격 - 2021년 바그다드 폭탄 테러 - 바그다드에서 ISIL이 패망한 이후 이례적으로 이라크 바그다드의 한 시장에서 발생한 두명의 자살 폭탄 테러로 최소 28명이 숨지고 73명이 부상당했다. (알자지라) 법과 범죄 - 대한민국에서 고위공직자범죄수사처(공수처)가 출범하였다. 이날 오전 문재인 대통령이 초대 김진욱 처장(임기 3년)에 임명장을 수여하였으며, 오후 현판식을 갖고 공식 출범하였다. 보건 - 코로나19 범유행 - 대한민국의 0시 기준 누적 확진자 수가 73,918명으로 집계되었다. 전날 0시 대비 401명(국내 380, 해외유입 21)이 늘었다.누계가 일부 정정(-1) 되었다. |  |      |
| 2021년 1월 21일 (목요일) |  | 편집 |

| 2021년 1월 21일 (목요일) |  | 편집 |

| \| 2021년 1월 22일 (금요일) \| \| 편집 \| |  |      |
| 보건 - 코로나19 범유행 - 대한민국의 0시 기준 누적 확진자 수가 74,262명으로 집계되었다. 전날 0시 대비 346명(국내 314, 해외유입 32)이 늘었다.누계가 일부 정정(-2) 되었다. 스포츠 - 메이저 리그 베이스볼(MLB) 야구 선수로 활동한 행크 에런이 숨졌다. 에런은 통산 755개의 홈런을 친 홈런왕이다. |  |      |
| 2021년 1월 22일 (금요일) |  | 편집 |

| 2021년 1월 22일 (금요일) |  | 편집 |

| \| 2021년 1월 23일 (토요일) \| \| 편집 \| |  |      |
| 문화와 예술 - 미국의 방송 진행자 래리 킹이 숨졌다. 코로나19가 사인으로 알려졌다. 보건 - 코로나19 범유행 - 대한민국의 0시 기준 누적 확진자 수가 74,692명으로 집계되었다. 전날 0시 대비 431명(국내 403, 해외유입 28)이 늘었다. 누계가 일부 정정(-1) 되었다. |  |      |
| 2021년 1월 23일 (토요일) |  | 편집 |

| 2021년 1월 23일 (토요일) |  | 편집 |

| \| 2021년 1월 24일 (일요일) \| \| 편집 \|                                                                                                   |  |      |
| 보건 - 코로나19 범유행 - 대한민국의 0시 기준 누적 확진자 수가 75,084명으로 집계되었다. 전날 0시 대비 392명(국내 369, 해외유입 23)이 늘었다. |  |      |
| 2021년 1월 24일 (일요일) |  | 편집 |

| 2021년 1월 24일 (일요일) |  | 편집 |

| \| 2021년 1월 25일 (월요일) \| \| 편집 \| |  |      |
| 보건 - 코로나19 범유행 - 전 세계 확진자 수가 1억 명을 넘어섰다. 25일 18시 30분(GMT) 기준, 전 세계 누적 확진자 수는 1억 1만 10명, 누적 사망자 수는 214만 4,141명으로 집계되었다. 1월 10일 9,000만 명을 넘어선지 보름만으로, 지난 2019년 12월 31일, 중화인민공화국 당국이 후베이성 우한에서의 원인 미상 폐렴 환자 발생을 세계보건기구(WHO)에 보고한 지 1년 1개월여 만이다. 앞서 2021년 1월 14일에는 누적 사망자 수가 200만 명을 넘어섰다. - 대한민국의 0시 기준 누적 확진자 수가 75,521명으로 집계되었다. 전날 0시 대비 437명(국내 405, 해외유입 32)이 늘었다. |  |      |
| 2021년 1월 25일 (월요일) |  | 편집 |

| 2021년 1월 25일 (월요일) |  | 편집 |

| \| 2021년 1월 26일 (화요일) \| \| 편집 \| |  |      |
| 보건 - 코로나19 범유행 - 대한민국의 0시 기준 누적 확진자 수가 75,875명으로 집계되었다. 전날 0시 대비 354명(국내 338, 해외유입 16)이 늘었다. 정치와 선거 - 에스토니아의 총리: 개혁당의 카야 칼라스를 총리로하는 새로운 연립내각이 구성되었다. 전임자 위리 라타스 총리는 소속 정당(에스토니아 중앙당)의 부패 스캔들과 관련하여 1월 13일 사임의사를 밝힌 바 있으며, 새 내각 구성과 동시에 퇴진하였다. 스포츠 - 신세계그룹이 프로야구단 SK 와이번스를 인수한다고 밝혔다. 신세계는 SK텔레콤이 보유한 구단 지분 100%(1,000억)와 부동산(352억) 등을 1,342억 8천만원에 인수하기로 양해각서(MOU)를 체결했다고 발표하였다. 연고지를 인천광역시로 유지하며, 구단 인원 및 선수단의 고용은 모두 승계한다. 인수 절차를 마치고, 오는 3월에 새 구단을 출범할 것으로 알려졌다. |  |      |
| 2021년 1월 26일 (화요일) |  | 편집 |

| 2021년 1월 26일 (화요일) |  | 편집 |

| \| 2021년 1월 27일 (수요일) \| \| 편집 \| |  |      |
| 경제와 비즈니스 - 미국 연방준비제도(FRB, 연준)는 연방공개시장위원회(FOMC) 정례 회의를 갖고, 기존 0.00%~0.25%의 금리 수준을 유지한다고 밝혔다. 현 금리 수준은 지난 2020년 3월 15일 인하된 수준으로, 지난 해 4월, 6월, 7월, 9월, 11월, 12월에 이은 일곱 번째 금리 유지 결정이다. 금리 외에도 현행 통화 정책도 유지한다고 밝혔다. 보건 - 코로나19 범유행 - 대한민국의 0시 기준 누적 확진자 수가 76,429명으로 집계되었다. 전날 0시 대비 559명(국내 516, 해외유입 43)이 늘었다. 누계가 일부 정정(-5) 되었다. |  |      |
| 2021년 1월 27일 (수요일) |  | 편집 |

| 2021년 1월 27일 (수요일) |  | 편집 |

| \| 2021년 1월 28일 (목요일) \| \| 편집 \| |  |      |
| 경제와 비즈니스 - 게임스톱 쇼트 스퀴즈 사건: 게임스톱 등의 공매도(short)와 관련하여 로빈후드(Robinhood) 등 일부 증권거래업체가 매수를 막는 등 거래 제한 조치를 취하며, 시장 조작 논란이 불거졌다. 법과 범죄 - 대한민국 고위공직자범죄수사처(공수처) - 헌법재판소(헌재)가 고위공직자범죄수사처에 대하여 합헌 결정하였다. 재판관 9명 중 5명이 합헌, 3명이 위헌, 1명이 각하 의견을 냈다. 공수처는 1주일 전인 2021년 1월 21일 출범하였다. - 김진욱 공수처장은 헌재 판결이후 오후 브리핑을 통하여 차장에 여운국 변호사를 제청하였다. 차장은 처장이 제청하고, 대통령이 임명한다. - 완주 삼례 나라슈퍼 3인조 강도 사건: 대한민국 서울중앙지방법원이 1999년 사건의 재심 1심 선고 공판에서 누명으로 옥살이를 한 피해자 및 가족, 유족이 낸 손해배상 소송에서 원고 일부 승소, 국가와 사건 담당 검사가 배상하라고 판결하였다. 당시 사건 담당 검사를 맡은 변호사가 낸 명예훼손 반소 청구는 모두 기각하였다. 보건 - 코로나19 범유행 - 대한민국의 0시 기준 누적 확진자 수가 76,926명으로 집계되었다. 전날 0시 대비 497명(국내 479, 해외유입 18)이 늘었다. |  |      |
| 2021년 1월 28일 (목요일) |  | 편집 |

| 2021년 1월 28일 (목요일) |  | 편집 |

| \| 2021년 1월 29일 (금요일) \| \| 편집 \|                                                                                                   |  |      |
| 보건 - 코로나19 범유행 - 대한민국의 0시 기준 누적 확진자 수가 77,395명으로 집계되었다. 전날 0시 대비 469명(국내 445, 해외유입 24)이 늘었다. |  |      |
| 2021년 1월 29일 (금요일) |  | 편집 |

| 2021년 1월 29일 (금요일) |  | 편집 |

| \| 2021년 1월 30일 (토요일) \| \| 편집 \| |  |      |
| 경제와 비즈니스 - 대한민국의 기업인 정상영 명예회장이 숨졌다. 정 명예회장은 지난 1958년 금강스레트공업주식회사(KCC)를 창립하였으며, 지붕 슬레이트 생산업체로 시작한 회사는 페인트 등의 도료 및 각종 건축내장재, 창호재(창문) 생산 및 소재 등으로 사업 분야가 확장되었다. 보건 - 코로나19 범유행 - 대한민국의 0시 기준 누적 확진자 수가 77,850명으로 집계되었다. 전날 0시 대비 458명(국내 423, 해외유입 35)이 늘었다. 누계가 일부 정정(-3) 되었다. |  |      |
| 2021년 1월 30일 (토요일) |  | 편집 |

| 2021년 1월 30일 (토요일) |  | 편집 |

| \| 2021년 1월 31일 (일요일) \| \| 편집 \| |  |      |
| 보건 - 코로나19 범유행 - 대한민국의 0시 기준 누적 확진자 수가 78,205명으로 집계되었다. 전날 0시 대비 355명(국내 325, 해외유입 30)이 늘었다. 정치와 선거 - 베트남 공산당 제13차 전당대회 - 폐막 하루 전 열린 중앙위원회에서 서기장이자 주석인 응우옌푸쫑을 서기장에 선출, 2011년, 2016년에 이어 3연임이 결정되었다. 연령 제한(65세)은 2016년과 마찬가지로 '특별 후보자'로 예외 인정되었으며, 서기장과 함께 겸직하던 주석직은 응우옌쑤언푹이 승계할 것으로 알려졌다. 응우옌쑤언푹 역시 나이 제한이 예외 인정되었다. - 응우옌푸쫑 서기장 이외의 인사들은 오는 5월 23일로 예정된 총선을 통해 구성되는 차기 국회에서 임명된다. |  |      |
| 2021년 1월 31일 (일요일) |  | 편집 |

| 2021년 1월 31일 (일요일) |  | 편집 |

| <          | 2021년 1월 | 2021년 1월 | 2021년 1월   | 2021년 1월 | 2021년 1월   | >          |
| 일         | 월         | 화         | 수           | 목         | 금           | 토         |
|            |            |            |              |            | 1 11.18 기유 | 2 19 경술  |
| 3 20 신해  | 4 21 임자  | 5 22 계축  | 6 23 갑인    | 7 24 을묘  | 8 25 병진    | 9 26 정사  |
| 10 27 무오 | 11 28 기미 | 12 29 경신 | 13 12.1 신유 | 14 2 임술  | 15 3 계해    | 16 4 갑자  |
| 17 5 을축  | 18 6 병인  | 19 7 정묘  | 20 8 무진    | 21 9 기사  | 22 10 경오   | 23 11 신미 |
| 24 12 임신 | 25 13 계유 | 26 14 갑술 | 27 15 을해   | 28 16 병자 | 29 17 정축   | 30 18 무인 |
| 31 19 기묘 |            |            |              |            |              |            |

| - 2020년 - 12월 - 2021년 - 1월 - 2월 - 1월 10일: 키르기스스탄 대통령 선거 - 1월 14일: 우간다 총선거 편집하기 |